# إيلينا يانكوفيتش
إيلينا يانكوفيتش (بالصربية Јелена Јанковић) (ولدت 28 فبراير 1985، بلغراد) لاعبة تنس صربية محترفة. بلغت التصنيف الأول عالميا في 6 أكتوبر 2008.
وصلت يانكوفيتش إلى نهائي بطولة أمريكا المفتوحة، وإلى الدور ماقبل نهائي بطولة أستراليا المفتوحة وفرنسا المفتوحة. في 2007, فازت بالويمبلدون للزوجي المختلط مع اللاعب البريطاني جامي موري.
تختتم يانكوفيتش موسم سنة 2008 وهي في المركز الأول بعد خلفت سيرينا ويليامز في هذا المركز لكى تصبح اللاعبة الأولى التي تحتل قمة التصنيف العالمي دون الفوز بأي بطولة جراند سلام.

## حياتها كلاعبة

### النشأة
تعلمت يانكوفيتش أولى مهاراتها في لعبة التنس في نادي النجمة الحمراء للتنس ، حيث بدأت وهي في عمر التسع سنوات ونصف عن طريق أخيها الأكبر ومدرب اللياقة الخاص بها نيك بوليتيري.
كناشئة فازت ببطولة أستراليا المفتوحة. في 2001, بدأت في اللعب في رابطة محترفات التنس، وصلت إلى الدور الثاني في أول دورة لها في إنديان ويلز للماسترز.
في أكتوبر 2003, دخلت يانكوفيتش في قائمة المائة الأوائل وكان ترتيبها رقم 90 في أول مرة بعد فوزها بأول لقب لها في دبي.
بعد ذلك بثلاثة أشهر، فازت يانكوفيتش على المصنفة الأولى ضمن العشرة الأوائل إيلينا ديمنتييفا 6-1 و6-4 في أول دور في بطولة أستراليا المفتوحة عام 2004. في مايو، كسبت يانكوفيتش أول لقب لها في الاتحاد النسائي للتنس، بعدما كسبت مارتينا سوشا في النهائي 7-6 و6-3. بعد فوزها في بودابيست، وصلت إلى المرتبة ال51 في العالم. وفي موسم 2004, هزمت لاعبات ضمن أفضل عشرين لاعبة ناديا بتروفا (مرتين) وفيرا زفوناريفا وباتي شنايدر وباولا سوريس. وأنهت يانكوفيتش عام 2004 وقد وصلت إلى الترتيب 28 على العالم.

### 2005
موسم 2005 يعتبر موسم الإنجاز بالنسبة ليانكوفيتش. في مارس، في دبي، وصلت يانكوفيتش إلى النهائي بعد انسحاب سيرينا ويليامز من الدور قبل النهائي. خسرت يانكوفيتش في النهائي من قبل ليندسي دافينبورت 6-3,3-6, 6-4.
وصلت إلى قبل النهائي في برلين، وخسرت أمام ناديا بتروفا 6-4, 6-7, 6-3.
في يونيو وصلت إلى أولى النهائيات لها في الملاعب العشبية، لكنها خسرت أمام ماريا شارابوفا 6-2, 4-6, 6-1. في أكتوبر، وصلت يانكوفيتش إلى ثالث نهائي لها في هذه السنة في سيول، وتم تصنيفها رقم 17 على العالم، أكبر تصنيف لها في ذلك الوقت، خسرت أمام نيكول فايديسوفا البالغة من العمر ستة عشر عاما 7-5, 6-3. وترتيبها في نهاية الموسم فاق سجلها في 2004 بالمرتبة رقم 22.

### 2006
بعدما كسبت أول مباراة لها في بطولة أستراليا المفتوحة، خسرت يانكوفيتش عشر مباريات متتالية، ولم تفز بأي مباراة منذ أواخر يناير حتى أوائل مايو. بعدها وصلت إلى الدور ربع النهائي في بطولة إيطاليا في روما قبل أن تخسر أمام فينوس ويليامز في ثلاث مجموعات. وصلت في الأسبوع اللاحق إلى قبل النهائي في ستراسبورج، وانسحبت أمام نيكول فايديسوفا في المجموعة الثانية.
في بطولة فرنسا المفتوحة، تغلبت يانكوفيتش على المصنفة رقم 25 ماريون بارتولي قبل أن تخسر أمام المصنفة الأولى عالمياً إميلي موريسمو في الجولة الثالثة 6-3, 6-3. في ويمبلدون، تغلبت على المصنفة السادسة، كما تغلبت على البطلة فينوس ويليامز في الجولة الثالثة 7-6, 4-6, 6-4. قبل أن تخسر أمام المصنفة التاسعة أناستازيا ميسكينا في الجولة الرابعة 6-4, 7-6.

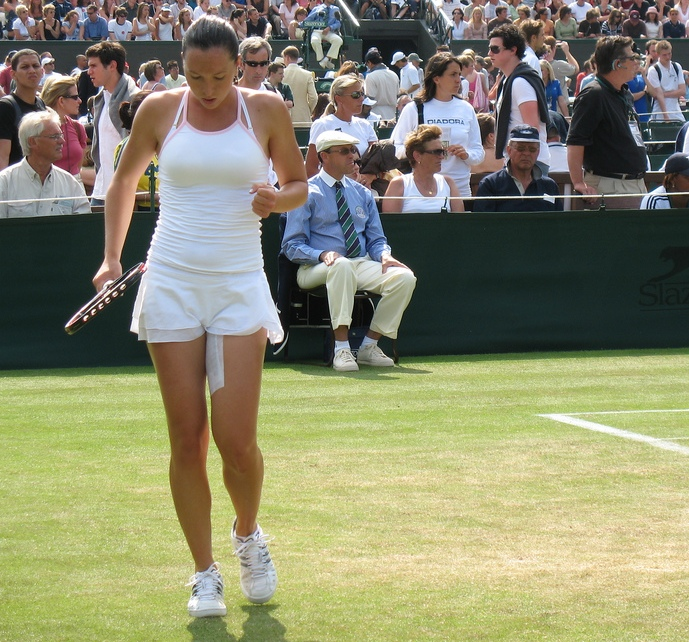
إيلينا يانكوفيتش في بطولة ويمبلدون عام 2006

خلال موسم أمريكا الشمالية الصيفي على الأرض الصلبة، وصلت يانكوفيتش إلى النهائي الخامس في لوس انجلوس، بعد أن تخطت المصنفة العاشرة آنا ايفانوفيتش في الربع النهائي والغير مصنفة سيرينا ويليامز في الدور قبل النهائي، قبل أن تخسر أمام المصنفة الثالثة إيلينا ديمنتييفا في النهائي.
في بطولة أمريكا المفتوحة، هزمت يانكوفيتش المصنفة العاشرة على العالم فايدسوفا في الجولة الثالثة، المصنفة رقم 7 ديمنتيفا في الدور ربع النهائي 6-2, 6-1. في قبل النهائي، خسرت يانكوفيتش أمام جستن هينين 4-6, 6-4, 6-0 بعد أن كانت يانكوفيتش متقدمة 6-4, 4-2 وكانت على بعد نقطة من التقدم 5-2. تجادلت يانكوفيتش مع حكم المبارة عندما رفض أن يعطي رأيه بخصوص كرة، مقترحاً على يانكوفيتش أن تتحدى قراره خلال الأجهزة الإلكترونية. خسرت بعدها يانكوفيتش عشر مباريات متتالية.
في أولى بطولات أمريكا المفتوحة ليانكوفيتش، وصلت إلى الدور قبل النهائي في بطولة الصين المفتوحة، قبل أن تخسر أمام ماورسيمو 6-1, 3-6, 7-6 بعد أن كانت يانكوفيتش تُرسل من أجل أن تكسب المباراة خلال تقدمها 6-5 في المجموعة الثالثة، وانسحبت أمام آنا تشاكفيتادزه خلال تأخرها 7-5, 2-0. في الأربع دورات السابقة من السنة، خسرت أمام كوسنيتزوفا، فايدسوفا وأولغا بوتشكوفا في الدور ربع النهائي في ثلاثة منها وأمام كوسنيتزوفا في الدور الثاني من الأخيرة.
أنهت يانكوفيتش السنة محتلة المرتبة رقم 12 من التصنيف العالمي.

### 2007
في بداية العام، كسبت يانكوفيتش لقبها الثاني في أوكلاند، بعد أن هزمت فيرا زفوناريفا في النهائي.
وفي سيدني هزمت يانكوفيتش المصنفة السابعة على العالم مارتينا هينجيز والمصنفة الأولى إميلي موريسمو في طريقها إلى النهائي، وهناك خسرت أمام كيم كلايسترز بعد أن كانت يانكوفيتش ترسل من أجل الفوز بالمباراة في المجموعة الثانية ، بعدها وصلت إلى الجولة الرابعة من بطولةأستراليا المفتوحة 2007، حيث خسرت أمام حاملة اللقب سيرينا ويليامز 6-3، 6-2. وبسبب نتائجها في هذه الدورات، ارتفع ترتيبها إلى رقم 10 على مستوى العالم، واعتبرت للمرة الأولى ضمن أفضل عشر لاعبات على مستوى العالم.

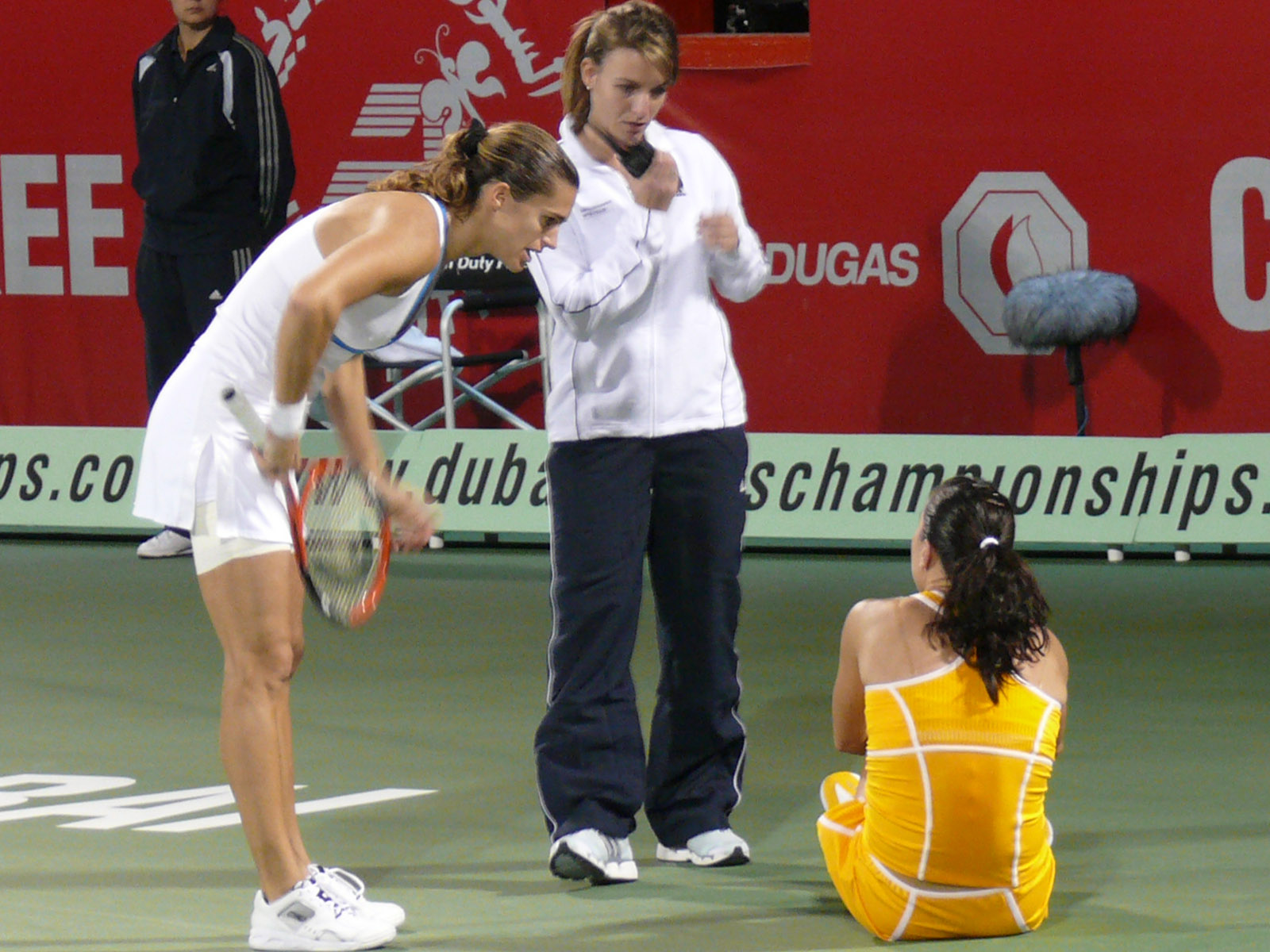
يانكوفيتش بعد اصابتها في الكاحل وانسحابها

في أول حدث في طوكيو في ذلك العام، خسرت يانكوفيتش في الدور ربع النهائي أمام مواطنتها آنا ايفانوفيتش 3-6، 6-4، 6-2. في بطولة دبى للتنس، انسحبت من مباراتها في الدور قبل النهائي أمام إميلي موريسمو بسبب إصابة في الكاحل. الأسبوع اللاحق في الدوحة، وصلت يانكوفيتش مرة أخرى إلى الدور قبل النهائي، وخسرت أمام جستين هينين في ثلاثة مجموعات متتالية.
لعبت في إنديان ويلز للماسترز في إنديان ويلس، ريفيرسيدي، كاليفورنيا، وتم إقصائها عن طريق لي نا في الجولة الرابعة 6-3، 7-6. من أجل إكمال موسم الربيع للارض الصلبة.
خسرت يانكوفيتش في الجولة الثالثة في دورة تير الأولي في ميامي للماسترز، فلوريدا أمام الإيطالية مارا سانتانجيلو 2-6، 7-6، 6-4، بالرغم من تقدمها 6-، 5-2.

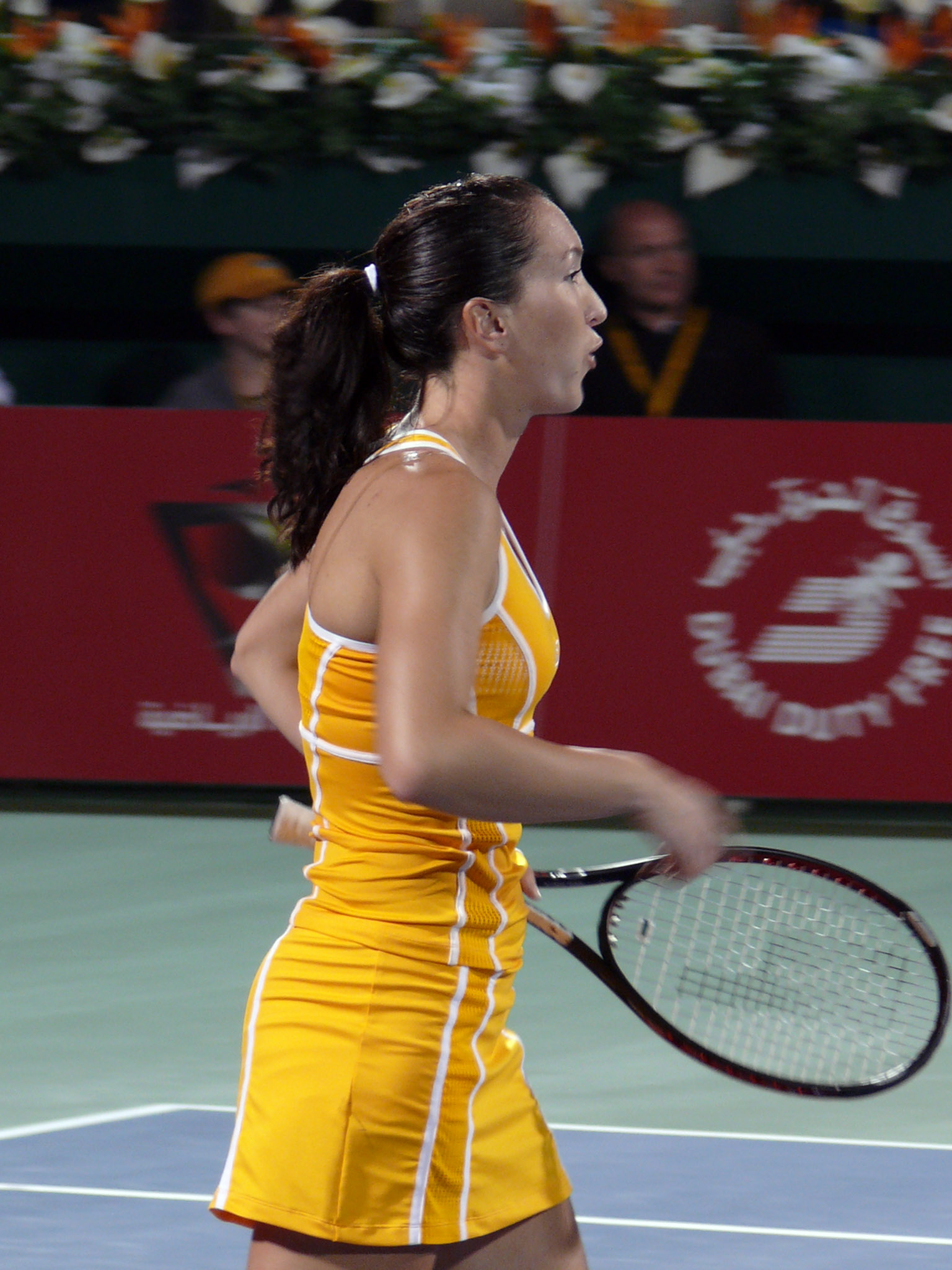
إيلينا يانكوفيتش في بطولة دبي للتنس 2007

بدأت يانكوفيتش موسمها للأراضي الصلبة في جزيرة إميليا، فلوريدا، حيث خسرت في الدور ربع النهائي أمام إيفانوفيتش 7-5، 6-3. فازت بعد ذلك بأول لقب لها في بطولات تير، في بطولة الدائرة العائلية في تشارلستون، كارولاينا الجنوبية، بعد أن تغلبت على فينوس ويليامز في قبل النهائي 3-6، 6-3، 7-6 وأمام دينارا سافينا في النهائي. وعلى الأرض الحمراء الأوروبية، خسرت يانكوفيتش أمام هينين ثلاث مرات وكسبت دورة واحدة. وفي الكأس في وارسو، خسرت يانكوفيتش أمام هينين في الدور قبل النهائي 7-5، 2-6، 6-4. وفي بطولة ألمانيا المفتوحة، خسرت يانكوفيتش أمام هينين في الدور ربع النهائي 3-6، 6-4، 6-4 بعد أن فشلت في الإبقاء على التقدم 4-0 في المجموعة الثالثة. كسبت يانكوفيتش بعدها لقبها الثاني في بطولات تير في إيطاليا في روما، بعد أن هزمت المصنفة الثانية سفتلانا كوزنتسوفا في النهائي. كانت يانكوفيتش المصنفة الرابعة في بطولة فرنسا المفتوحة، وهزمت فينوس ويليامز ونيكول فايدسوفا، قبل أن تخسر أمام هينين في الدور قبل النهائي بنتيجة 6-2، 6-2. نتائجها خلال الدورات الست تلك على الأراضي الحمراء أضافت إلى ترتيبها على العالم لتصير المصنفة رقم 3.
على الأرض العشبية فازت يانكوفيتش بلقب ديفوس في برنمنجهام، بعد أن فازت على المصنفة الأولى ماريا شارابوفا في النهائي. تقدمت شارابوفا 3-0 في المجموعة الثالثة قبل أن تتجه يانكوفيتش للفوز بالمباراة. كان هذا أول فوز لها على شارابوفا. الأسبوع اللاحق، وصلت يانكوفيتش إلى نهائي بطولة أوردينا المفتوحة في هولندا وأصبحت اللاعبة الأولى منذ شريس إيفريت في عام 1974 لتكسب 50 مباراة في النصف الأول من العام. عانت يانكوفيتش من جرح في وتر الركبة، وخسرت النهائي أمام آنا شاكفيتادزا.
في ويمبلدون، كانت يانكوفيتش المصنفة الثالثة ولكنها خسرت في الجولة الثالثة أمام ماريون بارتولي الفرنسية 3-6, 7-5, 6-3. في مسابقة الزوج المختلط في ويمبلدون، كونت يانكوفيتش فريقا مع متخصص الأزواج جيمي موري وفازا باللقب بعد أن أقصوا الفريق المصنف خامسا عالميا، جوناس بجوركمان واليسيا موليك، في النهائي 6-4، 3-6، 6-1.
خلال موسم أمريكا الشمالية الصيفي للأراضي الصلبة، خسرت يانكوفيتش في الجولة الثالثة لبطولة تير الأولى أكورا كلاسيك في سان دييجو. بررت يانكوفيتش هزيمتها بالانفلونزا. بالرغم من مرضها، وصلت إلى الدور قبل النهائي لبطولة إيست ويست بانك كلاسيك في كارسون، كاليفورنيا الإسبوع اللاحق، وخسرت أمام ايفانوفيتش 4-6, 6-3, 7-5 بعد أن كانت يانكوفيتش متقدمة بنتيجة 4-1 في المجموعة الثالثة وكانت أمامها نقطتان لكسب المباراة عندما كانت متقدمة 5-4 في هذه المجموعة. قالت يانكوفيتش، «...لا أتوقع من نفسي أن ألعب جيدا بينما لا أزال مريضة.» في أغسطس، وصلت يانكوفيتش إلى نهائي بطولة تير الأولى كأس روجيرز في تورنتو، حيث خسرت أمام هينين خلال نقطة هينين السادسة لكسب المباراة. كانت يانكوفيتش متقدمة 4-1 في المجموعة الأولى، و 4-2 في المجموعة الثانية، لكنها لم تستطع الحفاظ على هذا التقدم.
في بطولة أمريكا المفتوحة، خسرت يانكوفيتش أمام فينوس ويليامز في الدور ربع النهائي 4-6, 6-1, 7-6.

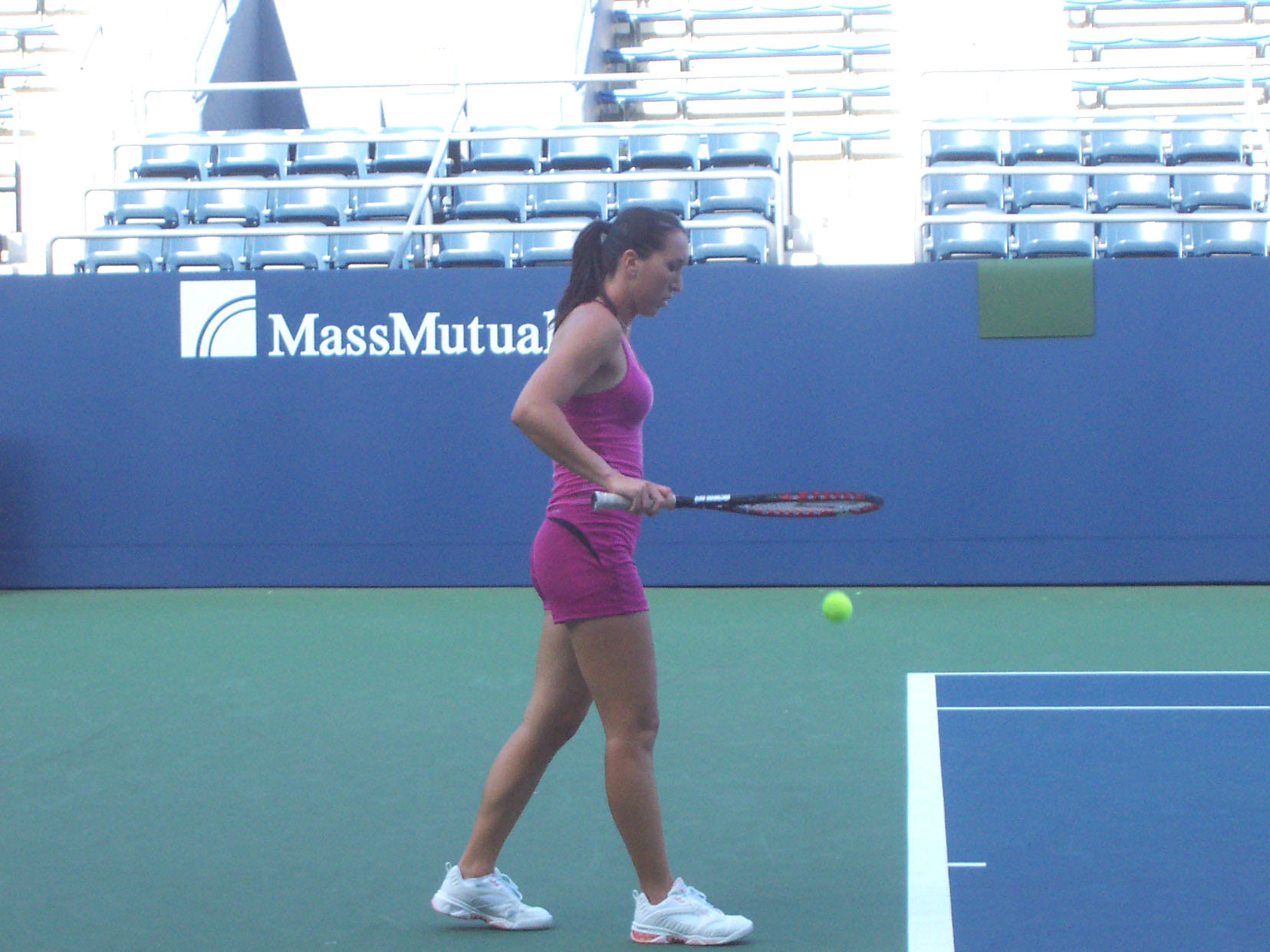
يانكوفيتش تتدرب في بطولة أمريكا المفتوحة لعام 2007

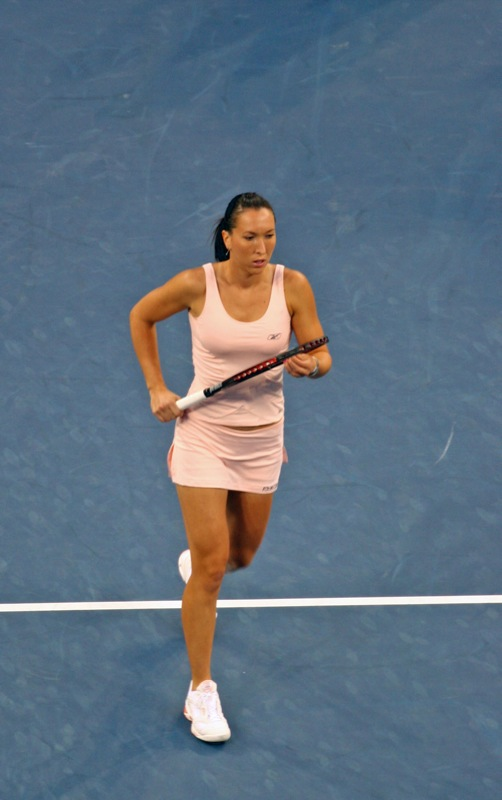
يانكوفيتش خلال لعبها في بطولة أمريكا المفتوحة لعام 2007

لكى تكمل باقي لعبها المحموم لهذا العام، سافرت يانكوفيتش إلى آسيا من أجل دورتين، وإلى أوروبا من أجل دورة واحدة، ومرة أخرى إلى آسيا لدورة أخرى، وأخيراً عودة إلى أوروبا لدورتين.
في بطولة «بنك الكومنويلث للتنس» في بالي، خسرت يانكوفيتش أمام المصنفة الأولى ليندسى دافينبورت 6-4, 2-6, 6-2. كانت هذه أول دورة لدافينبورت منذ ولدت. الأسبوع اللاحق في بطولة الصين المفتوحة في بكين، تلقت يانكوفيتش دعوة للمشاركة بعدما انسحاب المصنفة الأولى هينين بسبب المرض. في الدور الثاني هزمت يانكوفيتش فيرجينيا يوانو باسكوال 6-0, 6-0, اعتبرت هذه المرة الثالثة التي تفوز بها في مباراة دون أن تخسر شوطا واحدا منذ أن بدأت اللعب كمحترفة. خسرت يانكوفيتش أربعة نقاط فقط خلال المجموعة الثانية، جميعها كانت خلال الإرسال. في الدور قبل النهائي، تغلبت يانكوفيتش على دافينبورت 6-3, 7-5 ولكنها خسرت في النهائي أمام المراهقة الهنجارية اجنيس سزافاي بعد أن كانت يانكوفيتش تملك نقطة المباراة في المجموعة الثانية.
بعد راحة استمرت لأسبوعين، لعبت يانكوفيتش لمدة ثلاثة أسابيع متتالية ولكنها فازت مباراتين فقط. في دورة تير الثانية في شتوتغارت، خسرت يانكوفيتش أمام هينين في الدور قبل النهائي 7-6, 7-5. بعدها انسحبت يانكوفيتش من الدور الأول في بانكوك مع يان زي. بعد التأهل من دون لعب في بطولة زيورخ المفتوحة، خسرت يانكوفيتش أمام فايدسوفا 6-4, 6-4.
أخذت يانكوفيتش ثلاثة اسابيع راحة، قبل أن تلعب في بطولة كأس الاتحاد للسيدات في مدريد. خسرت يانكوفيتش المباريات الثلاث، أمام هينين، شاكفيتادزي، وبارتولي (انسحبت في المجموعة الثانية بعد خسارة المجموعة الأولى).
يانكوفيتش أجرت بنجاح جراحة في الأنف مباشرة بعد دورة مدريد من أجل تصحيح مشكلة في التنفس. أوقفتها الجراحة عن التدريب لمدة ثلاثة أسابيع.

### 2008
بدلا من الدفاع عن لقبها في أوكلاند، التحقت يانكوفيتش بنوفاك دوكوفيتش من أجل اللعب لصربيا في كأس هوبمان، حدث يتم تنظيمه عن طريق الاتحاد الدولي للتنس. في النهائي خسرت يانكوفيتش ودوكوفيتش أمام الفريق الأمريكي سيرينا ويليامز وماردي فيش، مع يانكوفيتش التي لم تستطع لعب البطولة الفردية بسبب الإصابة.
خلال استعدادها النهائي لبطولة أستراليا المفتوحة، في سيدني، خسرت يانكوفيتش في الدور الثالث أمام نيكول فايدسوفا.
مباراتها الأولى في بطولة أستراليا المفتوحة كانت أمام تاميرا بازيك، وكسبت يانكوفيتش 2-6, 6-2, 12-10 في ثلاث ساعات، 15 دقيقة. كلا اللاعبتان إحتاجتا معاونة طبية في المجموعة الأخيرة. بعدها وصلت يانكوفيتش إلى الدور ربع النهائي للمرة الأولى، وهزمت اللاعبة المدافعة عن اللقب سيرينا ويليامز، وخسرت يانكوفيتش أمام ماريا شارابوفا 6-3, 6-1.

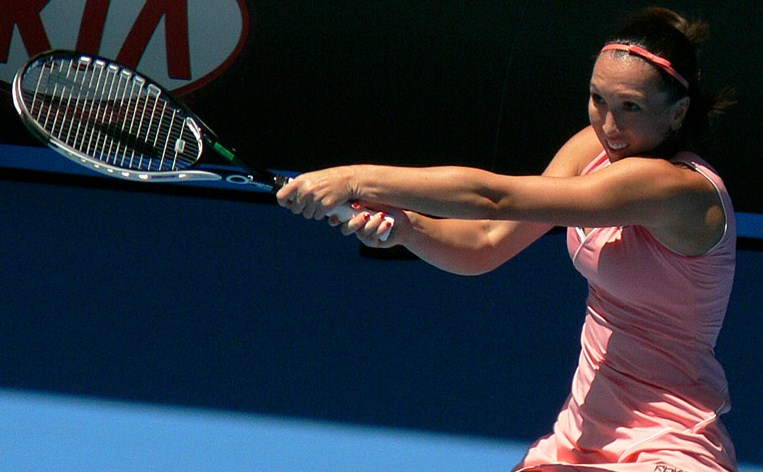
إيلينا يانكوفيتش في بطولة أستراليا المفتوحة لعام 2008

لعبت بعدها يانكوفيتش دورتين في الشرق الأوسط. في دورة تير الأولى في قطر الدوحة، خسرت يانكوفيتش في الدور ربع النهائي أمام لي نا 6-3, 6-4.
الأسبوع اللاحق في تير الثانية في دبي، خسرت يانكوفيتش في الدور قبل النهائي أمام سفيتلانا كوزنيتسوفا 5-7, 6-4, 6-3. لعبت يانكوفيتش بعدها في حدث آسيوي، وذلك في تير الثانية في الهند، ورغم أنها كانت المصنفة الأولى في البطولة، لكنها خسرت في الدور ربع النهائي أمام يان زي من الصين 6-3, 3-6, 6-3.
في تير الأولى في بطولة الباسفيك المفتوحة في ويلز الهندية، كاليفورنيا، كانت يانكوفيتش المصنفة الثالثة وهزمت المصنفة الرابعة والعشرون ليندساي دافينبورت في الدور ربع النهائي، عندما انسحبت دافينبورت من المباراة بإصابة في الكتف والظهر بعد خسارة المجموعة الأولى.
خسرت بعدها يانكوفيتش من مواطنتها الصربية آنا ايفانوفيتش في الدور قبل النهائي 7-6, 6-3. في الأسبوعين اللاحقين، شاركت يانكوفيتش في بطولة سوني اريكسون المفتوحة في كي بيسكاين، فلوريدا، وخسرت أمام سيرينا ويليامز 6-1, 5-7, 6-3 بعد أن كانت ويليامز غير قادرة على التحول إلى شوط ذو سبع نقاط في المجموعة الثالثة.
خسرت يانكوفيتش في الدور ربع النهائي في دورة تير الأولى اللاحقة، في كارولينا الجنوبية (حين كانت تدافع عن اللقب) وفي بطولة قطر، وبطولة ألمانيا المفتوحة في برلين.
نجحت يانكوفيتش في الدفاع عن لقبها في دورة تير الأولى في إيطاليا في روما. هزمت فينوس ويليامز في ربع النهائي، ولحقتها بهزيمة شارابوفا في قبل النهائي، هزمت الصغيرة الفرنسية اليز كورنيت في النهائي. وكان هذا أول لقب فردي ليانكوفيتش لهذه السنة.
في بطولة فرنسا المفتوحة في باريس، كانت يانكوفيتش لتصبح المصنفة الأولى فيما لو هزمت إيفانوفيتش في الدور قبل النهائي. ولكن ايفانوفيتش فازت بالمباراة 6-4,3-6,6-4. وفشلت يانكوفيتش في المحافظة على تقدمها 3-0 في المجموعة الأولى و3-1 في المجموعة الثانية، على الرغم من فوزها بالثانية بعد التخلف ب 3-1. ارتكبت يانكوفيتش 51 خطأ خلال هذه المباراة.
على الملاعب العشبية انسحبت يانكوفيتش من كأس ديفوس في برمنجهام، المملكة المتحدة بسبب إصابة في الذراع، لحقت بها خلال بطولة فرنسا المفتوحة. على الرغم من هذا احتلت يانكوفيتش مكان شاربوفا في المركز الثاني على العالم في الدورة اللاحقة. في ويمبلدون، كانت يانكوفيتش المصنفة الثانية على البطولة وهزمت كارولين وزنياكا في الجولة الثالثة على الرغم من إصابتها في كاحلها الأيسر ، بسبب الهزائم المبكرة للمصنفين المتقدمين في الجولات الأولى، احتاجت يانكوفيتش لتصل إلى قبل النهائي فقط من أجل أن تحل محل إيفانوفيتش وتصبح المصنفة الأولى عالمياً ، ولكنها خسرت في الدور الرابع أمام تامارين تاناسوجارت 6-3, 6-2.
خسرت يانكوفيتش فرصتها الثالثة لكى تصبح المصنفة الأولى عالميا في بطولة ايس ويست بانك في لوس انجلوس ، عندما خسرت أمام دينارا سافينا في الدور قبل النهائي 7-6, 6-1.
في بطولة تير الأولى في كأس روجر، مونتريال، كان أمام يانكوفيتش الفرصة الرابعة لكى تصبح المصنفة الأولى. لأن إيفانوفيتش خسرت في الجولة الثالثة، احتاجت يانكوفيتش فقط لأن تصل إلى النهائي لتحل محل إيفانوفيتش كمصنفة أولى. ولكنها خسرت في الدور ربع النهائي أمام دومينيكا كيبولكوفا 7-5, 6-2 بعد أن كانت يانكوفيتش متقدمة ب 4-0 في المجموعة الأولى. بعد المباراة قالت يانكوفيتش «..في هذا الوقت لا أستحق أن أكون على قمة التصنيف، لست في أفضل حال، ولست في أعلى مستوياتي..».
على الرغم من الخسارة، وصلت يانكوفيتش لتصبح المصنفة الأولى على العالم في 11 اغسطس 2008 ، هي السيدة رقم 18 لكى تصبح في المركز الأول لترتيب تنس السيدات. وهي السيدة الأولى التي تصل لهذا المركز دون أن تصل إلى نهائي جراند سلام وهي السيدة الثالثة لكى تصبح المصنفة الأولى دون أن تكسب بطولة جراند سلام ، صربيا هي الدولة الثالثة لتحصل على لقب التنصيف العالمي على التوالي. بعدها خسرت يانكوفيتش الترتيب في 18 اغسطس 2008 وذلك إلى إيفانوفيتش.
في أولمبياد بكين، صنفت يانكوفيتش الثانية ولعبت الدورة مع آلام في عضلة الساق مما جعلها تفكر في الانسحاب ، هزمت يانكوفيتش كيبولكوفا في الجولة الثالثة، لكنها خسرت أمام المصنفة السادسة سافينا في ربع النهائي 6-2, 5-7, 6-3.
يانكوفيتش كانت المصنفة الثانية في بطولة أمريكا المفتوحة، حيث تغلبت على المصنفة الخامسة إيلينا ديمنتييفا في الدور قبل النهائي 6-4,6-4 لتصل إلى أول نهائي لها في بطولات الجراند سلام، حيث خسرت أمام المصنفة الرابعة سيرينا ويليامز 6-4, 7-5.
وبعدها بأسبوع في بطولة طوكيو تأهلت يانكوفيتش مباشرة إلى الدور الثاني، وفازت أمام فلافيا بينيتا 6-2, 6-1 قبل أن تخسر أمام سفتلانا كوزنتسوفا في الدور ربع النهائي 6-2, 5-7, 5-7 بعد أن كسبت المجموعة الأولى.
فازت يانكوفيتش على كوزنتسوفا 6-4, 6-3 في نهائي بطولة الصين المفتوحة لتكسب ثاني دورة لها في السنة. في الدور قبل النهائي، تغلبت على الحائزة على برونزية الأولمبياد، فيرا زفوناريفا، 6-4, 2-6, 6-4.
لعبت يانكوفيتش في جائزة بورش للتنس، حيث هزمت فينوس ويليامز في الدور قبل النهائي 6-7, 7-5, 6-2, وناديا بتروفا في الدور النهائي 6-4, 6-3. واعتبر هذا لقبها الثاني خلال أسبوعين. وبهذا وصلت يانكوفيتش إلى التصنيف الأول لرابطة محترفات التنس للمرة الثانية في تاريخها، وتلك المرة خلفا لسيرينا ويليامز.
في كأس الكريملن في روسيا، هزمت يانكوفيتش الروسية فيرا دوشفينا 6-7 (6-8), 6-3, 6-2 في الجولة الثانية بعد أن تأهلت إليها بدون لعب. في الدور ربع النهائي هزمت يانكوفيتش الإيطالية فلافيا بينيتا، 7-6 (8-6), 6-3. وهزمت بعدها إيلينا ديمنتييفا في الدور قبل النهائي 0-6, 6-1, 6-0. وهزمت فيرا زفوناريفا في النهائي 6-2, 6-4 لتكسب ثالث لقب لها في ثلاث أسابيع، أول مرة تفعلها لاعبة في رابطة محترفات التنس منذ عام 2005. بسبب نتائجها في كأس الكريملن، أصبحت يانكوفيتش اللاعبة الوحيدة في عام 2008 التي تصل إلى كل الادوار قبل النهائية أو الأكثر في بطولات تير الأولى.
ولكن انتهى مسلسل الفوز المتتالي ليانكوفيتش بعد فوزها ب 12 مباراة متتالية حيث خسرت في بطولة زيوريخ المفتوحة، حيث لعبت بطولتها الخامسة في خمس أسابيع، خسرت أمام فلافيا بينيتا 5-7, 6-3, 6-3 في الجولة الثانية بعد اصابة لحقت بيدها اليسرى وجرح في الركبة، وذلك في نهاية المجموعة الأولى، وتم استدعاء المدرب في الثانية. وكانت هذه هي الهزيمة الثانية لها في الأدوار قبل الربع النهائي في هذه السنة، الأولى كانت في ويمبلدون.
في الدور الأول لها من بطولة اتحاد التنس النسائي التي عقدت في الدوحة، قطر، واجهت يانكوفيتش لأول مرة آنا ايفانوفيتش منذ عام 2006 في لوس انجلوس. وكان هذا أيضا أول فوز لها فيهذا الحدث. في الدور الثاني هزمت سفتلانا كوزنتسوفا 7-6, 6-4, مما جعلها تتأهل للدور قبل النهائي. وخسرت في مباراتها امام فيرا زفوناريفا لتحديد أستلعب امام فينوس ام إيلينا، 2-6, 6-3, 6-4. وخسرت في الدور قبل النهائي امام ويليامز، 6-2, 2-6, 6-3, وانهت هذه السنة في المركز الأول على العالم. وتقلدت بعدها بلقب بطلة الاتحاد النسائي لعروضها في عام 2008. لقد فازت باربعة القاب خلال هذا الموسم، الإكثار ع الإطلاق بالمناصفة مع سيرينا ويليامز وسافينا.

## النتائج امام باقي اللاعبات

### النتائج امام اللاعبات صاحبات العشر مراكز الأولى
النتائج التالية لمبارايات يانكوفيتش الفردية تتضمن أول عشر ترتيبات في اتحاد التنس الدولي كما جاء في 5 سبتمبر 2008.
- إيلينا ديمنتييفا 5-3
- فينوس ويليامز 4-3
- سيرينا ويليامز 3-4
- آنا تشاكفيتادزه 3-6
- دينارا سافينا 2-3
- سفتلانا كوزنتسوفا 2-3
- أنيسكا رادفانسكا 1-0
- ماريا شارابوفا 1-4
- انا ايفانوفيتش 1-6

### النتائج أمام باقي اللاعبات (النشطات والمعتزلات)
النتائج التالية لمباريات يانكوفيتش الفردية أمام لاعبات مختارات من الاتحاد النسائي للتنس في 9 يونيو 2008
- نيكول فايديسوفا 3-6
- مارتينا هينجيز 2-0
- باتي شنايدر 2-1
- ليندسي دافينبورت 2-4
- دانيلا هانتشوفا 1-1
- إميلي موريسمو 1-5
- جستن هينين 0-9

## طريقة اللعب

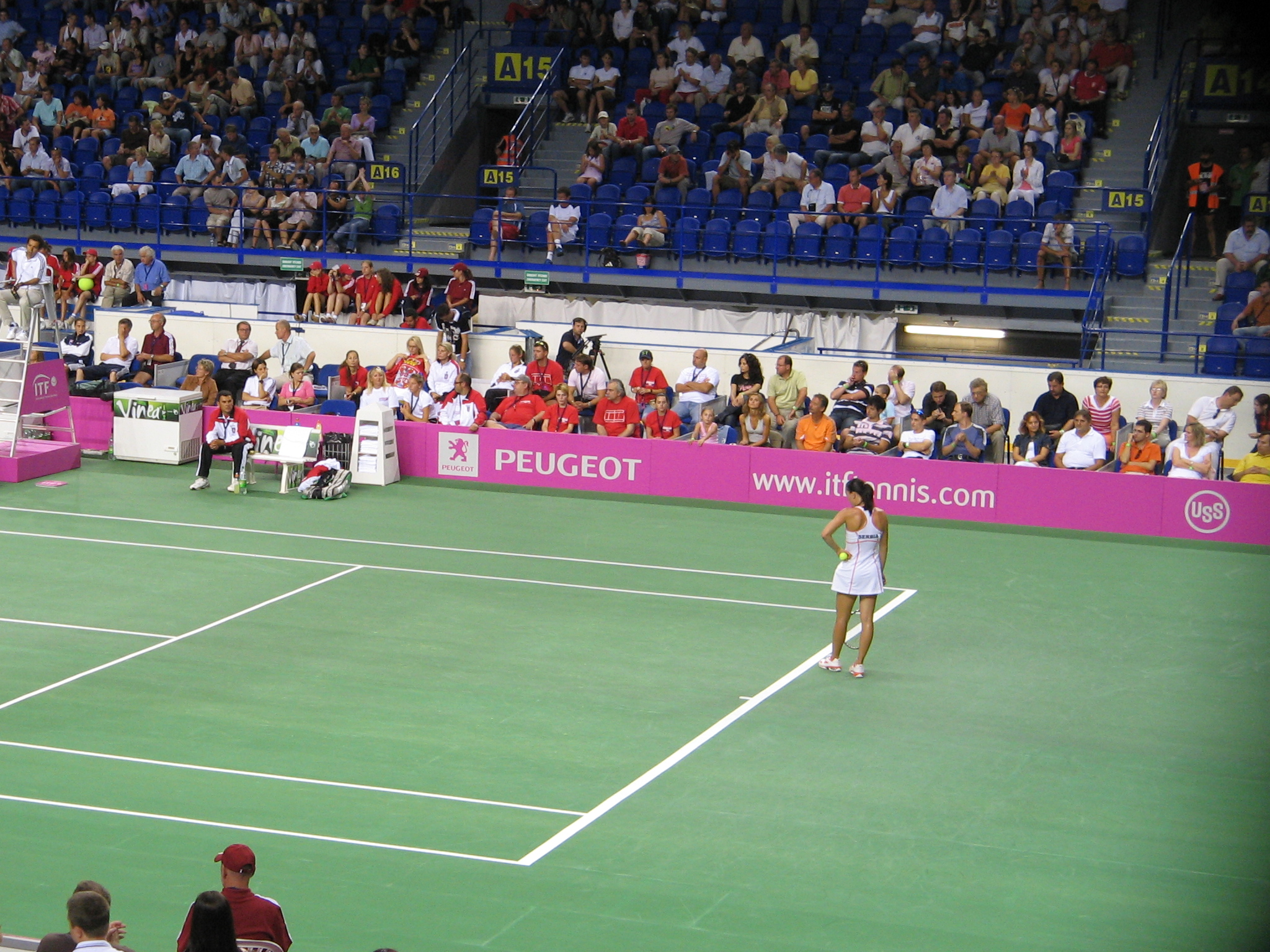
يانكوفيتش خلال لعبها في سلوفاكيا مع الفريق الصربي

تصنف يانكوفيتش دائما بأنها من «أعنف» وأقوى اللاعبات في السنوات السابقة لتنس السيدات بسبب قدراتها الدفاعية الهائلة وعمل قدمها، والذي يصنفها «كضاربة معاكسة». إيلينا معروفة بوجودها ضمن اللاعبات القليلات اللائي يستطعن أن يلعبن على جميع الملاعب، والأكثر من ذلك تعزيز دفاعها. في 2007, لعبت عدد مبارايات أكثر من أي لاعبة أخرى ووصلت إلى الترتيب الثالث، مما يدل على الطاقة الهائلة والأداء المتوازن. يانكوفيتش تملك ضربات أرضية ثابتة جدا وتحب أن تلعب من خلف الخط أكثر من لعبها داخل الملعب. ضربتها المميزة هي ضربة خلفية مزدوجة خلف الخط، كما أنها تضربها بسرعة هائلة ومن الممكن أن تلعبها عميقة من أجل الفوز بها، كذلك بإمكانها أن تلعب أي كرة خلفية من أي زاوية في الملعب. تملك ضربة أمامية صلبة ولعب جيد على الشبكة، قادرة على الضرب بكفاءة وسرعة، وإسقاط وتأرجح الكرات العالية. ضعفها الأساسي يكمن في أن إرسالها من الممكن بسهولة رده. وتحب أن تضيع إرسالها الأول والثاني مما يمكن أن يقود إلى انكسار وأخطاء مزدوجة أكثر من مرة. ولكنها أظهرت بعض التحسن في هذه المنطقة، وأصبحت ترسل الكرة بسرعة تفوق المائة متر في الساعة.

## حياتها الشخصية

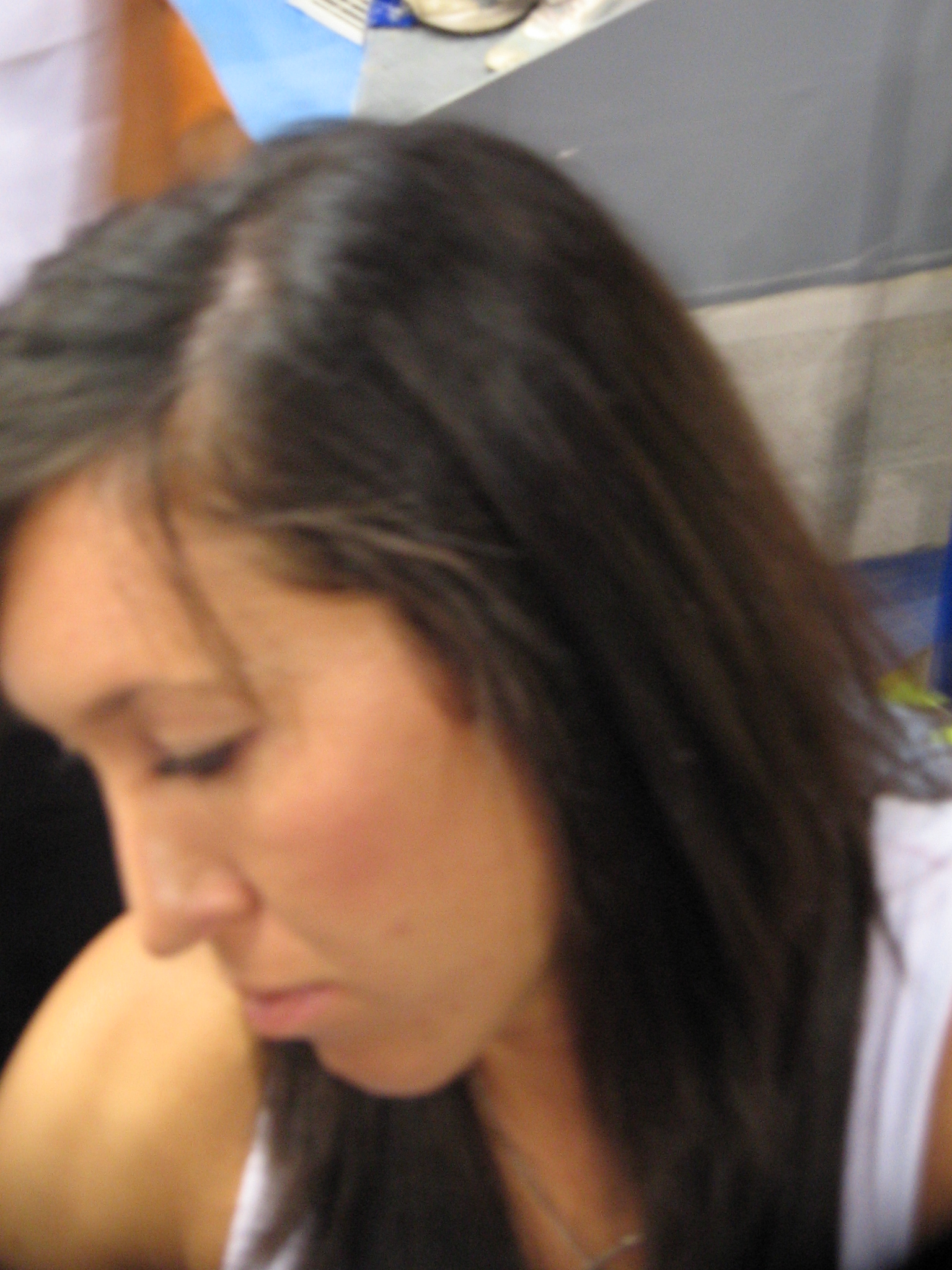
لاعبة التنس الصربية إيلينا يانكوفيتش

ولدت يانكوفيتش في بلغراد، يوغسلافيا، الآن صربيا، وهي الطفلة الثالثة لفيسلين وسنيزانا يانكوفيتش، وكلاهما متخصصا اقتصاد. أمها من صربيا وأبيها من الجبل الأسود. ولها شقيقان، ماركو وستيفان. وهي طالبة في جامعة ميجاتريند في بلغراد، تدرس الاقتصاد، رغم كونها أجلت دراستها من أجل الاستمرار في طريق التنس. وتدربت في نادي «كريفنا زفيزدا».
تعتبر والدتها هي الأب الروحي لها حيث تحرص على حضور كل مباريات يانكوفيتش، كما أنها دائمة التواجد إلى جانبها ضمن منصات التتويج. وتقول يانكوفيتش إنها ترى في والدتها دافعا كبيرا لها أثناء المباراة. وبالفعل يلاحظ تواصل بالعيون كثيرا بين يانكوفيتش ووالدتها خلال المباريات بمثل مقدار اتصالها مع مدربها في المدرجات.
في ويمبلدون 2007, في الثنائي المختلط وفي مباراة قبل النهائي، دعت صبي الكرة لكي يأتي ويجلس بجانبها وبدأت بسؤاله عدة أسئلة من أجل متعة الجمهور. مع ذلك كان الصبي يستمتع بذلك تماما، وقفز من الكرسي عندما جاء من جامي موري من استراحة دورة المياه. الصحافة البريطانية قالت أن هناك علاقة بين يانكوفيتش وموري ولكنها ظلت خجولة بشأن تلك العلاقة، مع ذلك ضحكت في مقابلات تلفزيونية وقالت إنها اعتادت على التقبيل كنوع من التحفيز الإسكتلندي.
في مقابلة مع أحد أعداد مجلة هالو النسخة الصربية، تحدثت إيلينا يانكوفيتش عن حبها الجديد، ملاديان يانوفيتش وهو لاعب لكرة الماء من الجبل الأسود. إلتقته في الألعاب الأولمبية في بكين. إيلينا قالت إنها كانت عزباء قبل أشهر قليلة من الأولمبياد. كما أنها انفصلت سابقا عن صديقها الحميم نيمان ميركوفتش. تقول إيلينا يانكوفتش:
هناك شخص خاص في حياتي، رجل من الجبل الأسود... قبل أن ألتقي ملأديان في بكين، كنت وحيدة لبضعة أشهر.
أضافت إيلينا يانكوفيتش إنها الآن ستذهب بشكل أكثر إلى الجبل الأسود لتزور أقربائها هناك، وبالطبع صديقها الحميم. ملاديان يانوفيتش يلعب الآن في (بريموراك) من كوتور. حيث عاد من مرسيليا إلى الجبل الأسود. وكان أحد أفضل لاعبي الجبل الأسود في أولمبياد بكين.
في 5 ديسمبر 2007, أصبحت يانكوفيتش سفيرة اليونسيف في صربيا، من أجل صندوق الأطفال. وتقول حول الأمر «..أنا سعيدة لأني سأصبح سفيرة اليونسيف في صربيا، هذا شرف كبير لي وسوف أحاول أن أثبت نفسي في الدور المسند إلي..».
يانكوفيتش هي لاعبة التنس الصربية الثانية التي تتطوع من أجل المساعدة في تنمية حقوق الأطفال وجمع التبرعات من أجل اليونسيف وذلك بعد آنا ايفانوفيتش التي أصبحت سفيرة في سبتمبر.

## نهائيات الجراند سلام

### المرة الأولى
| السنة | البطولة                     | المنافس في النهائي | النتيجة في النهائي |
| 2008  | بطولة أمريكا المفتوحة للتنس | سيرينا ويليامز     | 6-4, 7–5           |

#### انتصارات الزوجي المختلط (1)
| السنة | البطولة        | الشريك    | المنافس في النهائي          | النتيجة في النهائي |
| 2007  | بطولة ويمبلدون | جامي موري | أليسيا موريك جوناس بجوركمان | 6–4, 3–6, 6–1      |

## ألقاب رابطة التنس للمحترفات (9)

### انتصارات الفردي (7)
| ليجيند                       |
| جراندسلام                    |
| بطولة رابطة التنس للمحترفات  |
| تير الأولى (3)               |
| تير الثانية                  |
| تير الثالثة (1)              |
| تير الرابعة والخامسة (2)     |
| بطولة اتحاد التنس الدولي (1) |

| رقم | التاريخ         | الدورة                                                                       | الأرضية | المنافس في النهائي | النتيجة          |
| 1.  | 19 أكتوبر، 2003 | الاتحاد الدولي للتنس / دبى، الإمارات العربية المتحدة                         | صلبة    | هنريتا ناجيوفا     | 6–2, 7–5         |
| 2.  | 2 مايو، 2004    | جائزة بودابيست الكبرى، بودابيست, هنجاريا                                     | طينية   | مارتينا سوشا       | 7–6(4), 6–3      |
| 3.  | 6 يناير، 2007   | ASB Classic, أوكلاند, نيوزلاندا                                              | صلبة    | فيرا زفوناريفا     | 7–6(9), 5–7, 6–3 |
| 4.  | 15 أبريل، 2007  | كأس سيركل العائلي، تشارلستون، كارولاينا الجنوبية، الولايات المتحدة الأمريكية | طينية   | دينارا سافينا      | 6–2, 6–2         |
| 5.  | 20 مايو، 2007   | بطولة بى ان ال الدولية، روما                                                 | طينية   | سيفتلانا كوسنتزوفا | 7–5, 6–1         |
| 6.  | 17 يونيو، 2007  | كأس ديفس، برمنجهام، المملكة المتحدة                                          | عشبية   | ماريا شاربوفا      | 4–6, 6–3, 7–5    |
| 7.  | 18 مايو، 2008   | بطولة إيطاليا الدولية، روما                                                  | طينية   | أليز كورنيت        | 6–2, 6–2         |

#### الزوجي سيدات (1)
| رقم | التاريخ        | الدورة                    | الأرض | الشريك | المنافسين في النهائي    | النتيجة  |
| 1.  | 18 يونيو، 2006 | برمنجهام، المملكة المتحدة | عشبية | لي نا  | جيل كرايباس ليزيل هوبير | 6–2, 6–4 |

#### الزوجي مختلط (1)
| رقم | التاريخ       | الدورة         | الأرض | الشريك    | المنافسين في النهائي        | النتيجة       |
| 1.  | 8 يوليو، 2007 | ويمبلدون، لندن | عشبية | جامي موري | جوناس بجوركمان اليسيا موليك | 6–4, 3–6, 6–1 |

## خسائر بطولات رابطة التنس للمحترفات (11)

### الفردي (11)
| رقم | التاريخ         | الدورة                                                 | الأرض | المنافس في النهائي | النتيجة          |
| 1.  | 20 مايو، 2002   | بطولة الاتحاد الدولي / فيريجنيا، الولايات المتحدة      | طينية | إريكا دي لون       | 6–2, 6–4         |
| 2.  | 5 مارس، 2005    | بطولة دبى، دبى، الإمارات العربية المتحدة               | صلبة  | ليندسى دافينبورت   | 6–4, 3–6, 6–4    |
| 3.  | 12 يونيو، 2005  | كأس ديفيس، برمنجهام، المملكة المتحدة                   | عشبية | ماريا شارابوفا     | 6–2, 4–6, 6–1    |
| 4.  | 2 أكتوبر، 2005  | بطولة كوريا للتنس، سيول, كوريا الجنوبية                | صلبة  | نيكول فايدسوفا     | 7–5, 6–3         |
| 5.  | 13 اغسطس، 2006  | بطولة إيست ويست بانك، لوس انجلوس                       | صلبة  | إيلينا ديمنتريفا   | 6–3, 4–6, 6–4    |
| 6.  | 12 يناير، 2007  | إن إس دابليو المفتوحة، سيدني, أستراليا                 | صلبة  | كيم كلسجترس        | 4–6, 7–6(1), 6–4 |
| 7.  | 23 يونيو، 2007  | بطولة اوردينا المفتوحة، هيرتوجينبوش، هولندا            | عشبية | آنا شاكفيتادز      | 7–6(2), 3–6, 6–3 |
| 8.  | 19 اغسطس، 2007  | كأس روجر، تورنتو, كندا                                 | صلبة  | جستن هينين         | 7–6(3), 7–5      |
| 9.  | 23 سبتمبر، 2007 | بطولة الصين المفتوحة، بكين                             | صلبة  | اجنيس سزفاى        | 6–7(7), 7–5, 6–2 |
| 10. | 5 أبريل، 2008   | بطولة سوني اريكسون المفتوحة، فلوريدا، الولايات المتحدة | صلبة  | سيرينا ويليامز     | 6–1, 5–7, 6–3    |
| 11. | 7 سبتمبر، 2008  | بطولة أمريكا المفتوحة، نيويورك                         | صلبة  | سيرينا ويليامز     | 6–4, 7–5         |

## وصلات خارجية
- إيلينا يانكوفيتش على موقع IMDb (الإنجليزية)
- إيلينا يانكوفيتش على موقع رابطة محترفات التنس (الإنجليزية)
- إيلينا يانكوفيتش على موقع الاتحاد الدولي لكرة المضرب (الإنجليزية)
- إيلينا يانكوفيتش على موقع كأس بيلي جين كينغ (الإنجليزية)
- إيلينا يانكوفيتش على موقع بطولة ويمبلدون (الإنجليزية)
- إيلينا يانكوفيتش على موقع خلاصة التنس.كوم (الإنجليزية)
- إيلينا يانكوفيتش على موقع اللجنة الأولمبية الدولية (الإنجليزية)
- إيلينا يانكوفيتش على موقع أوليمبيديا (الإنجليزية)
- إيلينا يانكوفيتش على موقع اللجنة الأولمبية الصربية (الصربية)
- الموقع الرسمي
- على موقع رابطة محترفات كرة المضربمقابلة مع يانكوفيتش (من نوفمبر 2006).
- مجلة الرياضيون الدوليون
- إحصائيات يانكوفيتش
- مقدمة حية عن يانكوفيتش[وصلة مكسورة]